# Wolfgang Kermer
Wolfgang Kermer, né le 18 mai 1935 à Neunkirchen (Sarre), est un historien de l'art, artiste, auteur et professeur des universités à la retraite allemand. De 1971 à 1984, il était recteur de la Académie d'État des beaux-arts de Stuttgart (de). Il vit en France à Cendrecourt et en Allemagne à Kusel.

## Biographie
Wolfgang Kermer naît le 18 mai 1935 à Neunkirchen (Sarre). Fils d'un chef d'orchestre autrichien, son père est mort lorsqu'il avait un an. Après une scolarité classique et un Abitur à Neunkirchen (Sarre), Wolfgang Kermer a étudié à partir de 1956 à Sarrebruck (Hochschulinstitut für Kunst- und Werkerziehung der Schule für Kunst und Handwerk et Université de la Sarre), Stuttgart (Staatliche Akademie der Bildenden Künste Stuttgart et Université de Stuttgart), Paris (École du Louvre) et Tübingen (Université Eberhard Karl de Tübingen). Titulaire d'un diplôme d'État (professorat d'arts plastiques) à l'Académie des beaux-arts de Stuttgart en 1961 et d'un doctorat ès lettres obtenu en 1966 à l'Université de Tübingen, cet auteur et éditeur de plusieurs ouvrages sur des sujets de l'art du XXe siècle et sur la réforme de l'enseignement supérieur artistique, de catalogues d'expositions et de périodiques a occupé jusqu'à 1997 pendant vingt-cinq ans une chaire d'histoire de l'art à l'Académie des beaux-arts de Stuttgart et puis dirigé, en tant que recteur élu plusieurs fois, cette Université des arts du Land de Bade-Wurtemberg de 1971 à 1984. Pendant son rectorat, l'Académie a été réorganisée à deux reprises, en 1975 et 1978, en raison de nouvelles lois sur les universités d'art. Dans ses recherches en histoire de l'art, Wolfgang Kermer s'est tourné depuis les années 1970 plus en plus vers le travail artistique et pédagogique de peintres tels que Willi Baumeister, Gunter Böhmer et Adolf Hölzel en leur consacrant plusieurs publications et expositions.
En 1987, à Stuttgart, Wolfgang Kermer découvre l'essentiel du patrimoine artistique de la peintre Alice Haarburger, assassinée pendant la Shoah. Avec la publication du premier article biographique sur l'artiste, une dissolution indigne de son œuvre a été évitée.
Concernant son propre travail artistique, L'Est républicain écrivait en 2006 : « Plus jeune, au sein d'un collectif artistique très progressif, inspiré notamment par le Bauhaus, il avait jonglé entre peinture et photographie subjective. Ce travail est ensuite resté dans l'ombre, faute de disponibilité chez l'enseignant-chercheur. ». Entre 1954 et 1964, les travaux artistiques de Wolfgang Kermer (peintures, dessins, gravures et photographies) ont fait l'objet de nombreuses expositions individuelles et participations à des expositions collectives en Allemagne. De 1960 à 1964 il fut membre du groupe d'artistes Neue Gruppe Saar (de). En 1961, la galerie d'avant-garde Zimmergalerie Franck à Francfort-sur-le-Main lui consacrait une exposition personnelle, tout comme le Graphisches Kabinett à Sarrebruck. Au milieu des années 1960, non seulement il a détruit bon nombre de ses œuvres, dont il n'était plus satisfait, il arrêtait son travail artistique pendant plusieurs années pour se consacrer exclusivement vers les études d'histoire de l'art. Ses recherches sur un sujet particulier de la peinture sur panneau médiévale – les diptyques – l'ont counduit à de nombreux musées et collections européens afin de pouvoir étudier les œuvres originales et les compiler dans un catalogue critique.
Après avoir réalisé des photogrammes abstraits en noir et blanc, résultats d'une rencontre décisive avec Otto Steinert à Sarrebruck, qui l'a accepté comme étudiant visiteur en 1956, et après avoir pris en charge, de 1963 à 1965, l'atelier de photographie de l'Institut de l'histoire de l'art à l'Université de Tübingen, il est passé dans les années 1970 aux photos en couleur en se basant de plus en plus sur l'expérimentation des possibilités techniques offertes par le système Polaroid SX-70, résultats présentés pour la première fois en 1983 à l'Institut français de Stuttgart, en 2003 à Soing-Cubry-Charentenay (Espace Valentin Pelzhof) et en 2003/04 à la Médiathèque « La Grenette » d'Ambérieu-en-Bugey.
Entre-temps, il a repris la route de ses « Instants fixés » avec une tout autre approche grâce à la photographie numérique, avec des travaux qu'il exposait en 2006 à Vesoul, où il rencontre a cette occasion l'écrivain André Blanchard, et en 2008 à Bourbonne-les-Bains. « Posant ses valises à l'heure de la retraite à Cendrecourt, dans la proche Haute-Saône, Wolfgang Kermer continue à s'adonner à sa passion. Ce brillant intellectuel reste d'une grande simplicité et offre un regard poétique sur le monde quotidien et banal. […] L'artiste fait des gros plans sur des choses ordinaires, à l'image de ce fruit qui vient d'être pelé sur un bout de table de cuisine. Le résultat est tout simplement génial. Ou encore, cet autoportrait en photographiant son image sur une vitrine portant des inscriptions “s'imprimant” sur ses habits, qui demande une belle ingéniosité. […] Pour en arriver à cette étape, il y a des années de travail et un sens artistique aigu ».
En février/mars 2023, le Café français de Vesoul présentait une sélection d'œuvres photographiques récentes de Wolfgang Kermer intitulés « Instants fixés »,. Lors d'une deuxième exposition au Café français, en avril/mai 2023, « Wolfgang Kermer (qui a déjà expérimenté à Sarrebruck dans les années 50 chez Otto Steinert, fondateur de la photographie subjective les graphismes luminaires en noir et blanc) montre aujourd'hui une sélection de ses « Études-Photos », les plus récentes en couleur. Sous le titre « Hommage au cercle », des formes abstraites, souvent prises avec un appareil numérique en mouvement, déploient un jeu de lumières imaginaire devant une forme circulaire sonore ».
Wolfgang Kermer est marié avec l'artiste plasticienne France Kermer. En 2018, le couple franco-allemand a fait don de sa collection privée « Céramique française 1970–2000 » – déjà exposée en 2008 au Glasmuseum Frauenau (de) et en 2014/15 au Theodor-Zink-Museum (de) à Kaiserslautern – à la Ville de Sarreguemines, où la donation est exposée actuellement au Musée Moulin de la Blies. La donation comprend des œuvres des plus grands céramistes français de la seconde moitié du XXe siècle, dont Pierre Bayle, Claude Champy, Loul Combres, Robert Deblander, Alain Girel, Jean Girel, Jean et Jacqueline Lerat, Jean Linard, Daniel de Montmollin, Gilbert Portanier, André Rozay, Catherine Vanier, Antoine de Vinck, Camille Virot.
Wolfgang Kermer, dont la collection de verres modernes se trouve au Musée du Verre à Frauenau en Bavière depuis 1982, a fait don avec France Kermer au musée en 2017 sous le titre « Hommage au verrier anonyme » bien plus de 100 verres du XVIIIe au XXe siècle, des objets typiques, auparavant soufflés en grande série, mais aujourd'hui rares, provenant de verreries de l'Est de la France. Les particularités incluent, par exemple, des verres créés au XVIIIe et XIXe siècles par des verreries de la Vôge comme le “bô” fougerollais ou le biberon dit “limande”.
La collection Wolfgang Kermer au musée du verre de Frauenau

## Publications (Sélection)
- Studien zum Diptychon in der sakralen Malerei: von den Anfängen bis zur Mitte des sechzehnten Jahrhunderts: mit einem Katalog. Düsseldorf: Dr. Stehle, 1967 (Phil. Diss. Universität Tübingen)
- Herbert Strässer: Plastiken, Skulpturen, Reliefs, Zeichnungen. Saarbrücken, Buchdruckerei und Verlag Karl Funk, 1968
- Einige Aspekte der Kunstlehre Willi Baumeisters. In: 175 Jahre Friedrich-Eugens-Gymnasium Stuttgart. Belser, Stuttgart 1971, S. 126–152.
- Ein Spätwerk Adolf Hölzels für die Akademie. In: Akademie-Mitteilungen (de) 3. Für die Zeit vom 1. Oktober 1972 bis 31. März 1973. Stuttgart: Staatliche Akademie der Bildenden Künste Stuttgart, April 1973, S. 25–26, Abb. S. 13.
- Hommage à Baumeister: Klaus Bendixen, Karl Bohrmann, Peter Brüning, Bruno Diemer, Peter Grau, Klaus Jürgen-Fischer, Emil Kiess, Eduard Micus, Herbert Schneider, Peter Schubert, Friedrich Seitz, Ludwig Wilding. Staatliche Akademie der Bildenden Künste Stuttgart, Stuttgart 1979.
- Werkstatt: die Werkstätten und ihre Lehrer. Staatliche Akademie der Bildenden Künste Stuttgart, Stuttgart 1982.
- Gunter Böhmer an der Stuttgarter Kunstakademie. Edition Cantz, Stuttgart, Bonn, Wien 1987,  (ISBN 3-922608-47-7)
- Willi Baumeister: Typographie und Reklamegestaltung. Edition Cantz, Stuttgart 1989,  (ISBN 3-89322-145-X)
- Der schöpferische Winkel: Willi Baumeisters pädagogische Tätigkeit. Beiträge zur Geschichte der Staatlichen Akademie der Bildenden Künste Stuttgart (de). Hrsg. von Wolfgang Kermer. Bd. 7. Edition Cantz, Ostfildern-Ruit 1992,  (ISBN 3-89322-420-3)
- (avec Wolfgang Berger, Heike Heimann, Wolfgang Schneider, Peter Schmitt): Jörg F. Zimmermann: glass artist – verre contemporain. Arnoldsche, Stuttgart 1993,  (ISBN 3-925369-28-7) (Text dt./engl./franz.)
- (avec France Kermer): Claude Morin: verrier de Dieulefit: Glasgestalter aus Frankreich. Arnoldsche, Stuttgart 1993,  (ISBN 3-925369-33-3)
- Aus Willi Baumeisters Tagebüchern: Erinnerungen an Otto Meyer-Amden, Adolf Hölzel, Paul Klee, Karl Konrad Düssel und Oskar Schlemmer. Mit ergänzenden Schriften und Briefen von Willi Baumeister. Beiträge zur Geschichte der Staatlichen Akademie der Bildenden Künste Stuttgart. Hrsg. von Wolfgang Kermer. Bd. 8. Edition Cantz, Ostfildern-Ruit 1996,  (ISBN 3-89322-421-1)
- Zwischen Buch-Kunst und Buch-Design: Buchgestalter der Akademie und ehemaligen Kunstgewerbeschule in Stuttgart. Werkbeispiele und Texte. Württembergische Landesbibliothek Stuttgart, 30. Oktober – 23. November 1996. Edition Cantz, Ostfildern-Ruit 1996,  (ISBN 3-89322-893-4)
- “1968” und Akademiereform: von den Studentenunruhen zur Neuorganisation der Stuttgarter Akademie in den siebziger Jahren. Beiträge zur Geschichte der Staatlichen Akademie der Bildenden Künste Stuttgart. Hrsg. von Wolfgang Kermer. Bd. 9. Edition Cantz, Ostfildern-Ruit 1998,  (ISBN 3-89322-446-7)
- Willi Baumeister und die Werkbund-Ausstellung “Die Wohnung” Stuttgart 1927. Beiträge zur Geschichte der Staatlichen Akademie der Bildenden Künste Stuttgart. Hrsg. von Wolfgang Kermer. Bd. 11. Staatliche Akademie der Bildenden Künste Stuttgart, Stuttgart 2003,  (ISBN 3-931485-55-2)
- Hans Gottfried von Stockhausen: Licht und Raum: Aufsätze, Vorträge, Interviews. Beiträge zur Geschichte der Staatlichen Akademie der Bildenden Künste Stuttgart. Hrsg. von Wolfgang Kermer. Bd. 12. Staatliche Akademie der Bildenden Künste Stuttgart, Stuttgart 2004,  (ISBN 3-931485-66-8)
- « Lieber Meister Hölzel... » (Willi Baumeister): Schüler erinnern sich an ihren Lehrer. Zum 70. Todestag Adolf Hölzels am 17. Oktober 2004. WerkstattReihe (de). Hrsg. von Wolfgang Kermer. Bd. 11. Staatliche Akademie der Bildenden Künste Stuttgart, Stuttgart  2004,  (ISBN 3-931485-67-6)
- Aufruhr am Weißenhof: zu Struktur und Situation der Stuttgarter Kunstakademie zur Zeit der Studentenunruhen 1968/69. WerkstattReihe. Hrsg. von Wolfgang Kermer. Bd. 14. Staatliche Akademie der Bildenden Künste Stuttgart, Stuttgart 2006,  (ISBN 3-931485-79-X)
- Willi Baumeister: Cézanne. Hrsg. und mit einer Einführung von Wolfgang Kermer. WerkstattReihe. Hrsg. von Wolfgang Kermer. Bd. 16. Staatliche Akademie der Bildenden Künste Stuttgart, Stuttgart 2006,  (ISBN 3-931485-79-X)
- Fritz Arnold: Das grafische Werk 1917–1920. Mit einem Vorwort von Nicole Nix-Hauck und einem Beitrag von Nina Pirro. Herausgegeben von der Städtischen Galerie Neunkirchen aus Anlass der Schenkung und Ausstellung “Fritz Arnold: Das grafische Werk 1917–1920”, Juni/August 2010. M & G Medienagentur und Verlag, Saarbrücken 2010,  (ISBN 978-3-941715-03-5)

## Expositions personelles (Sélection)
- 1954: Wolfgang Kermer-Ausstellung. Stadtbücherei, Neunkirchen (Sarre)[17],[18]
- 1961: Wolfgang Kermer: Grafik. Zimmergalerie Franck, Frankfurt[19]
- 1961: Wolfgang Kermer: Grafik. Graphisches Kabinett, Saarbrücken[20]
- 1962: Wolfgang Kermer: Grafik. Bücherdienst Eggert (Wendelin Niedlich), Stuttgart[21]
- 1964: Malerei, Grafik. Galerie Elitzer, Sarrebruck (avec Horst Linn)[22]
- 1983: Wolfgang Kermer: instants fixés: Fotobilder Institut français de Stuttgart
- 2003: Wolfgang Kermer: Photographies. Espace Valentin Pelzhof, Soing-Cubry-Charentenay[23]
- 2003/04: Wolfgang Kermer: instants fixés. Médiathèque La Grenette, Ambérieu-en-Bugey[24]
- 2006: Wolfgang Kermer: instants fixés. Salle des Ursulines, Vesoul, 23 juin jusqu'au 13 août 2006[25]
- 2008: Wolfgang Kermer: photographies. Médiathèque La Grenette, Ambérieu-en-Bugey. 16 mai jusqu'au 26 juillet 2008[26]
- 2008: Wolfgang Kermer: Photographies. Centre Borvo, Bourbonne-les-Bains[27]
- 2012: Fotoarbeiten von Wolfgang Kermer. Galerie Elitzer, Saarbrücken
- 2023: Wolfgang Kermer: instants fixés. Café français, Vesoul[28]
- 2023: Wolfgang Kermer: Hommage au cercle – Études-Photos. Café français, Vesoul (deuxième exposition)

## Distinctions
- 1984: Chevalier de l'ordre du Mérite de la République fédérale d'Allemagne
- 2004: Sénateur honoraire de l'Académie des beaux-arts de Stuttgart